# 유라 모브시샨
유라 모브시샨(아르메니아어: Յուրա Մովսիսյան, 영어: Yura Movsisyan, 1987년 8월 2일, 바쿠 ~ )은 아제르바이잔 출생의 아르메니아의 전 축구 선수로 현역 시절 포지션은 공격수였다.

## 유년기 시절
모브시샨은 1987년 8월 2일 아제르바이잔의 수도 바쿠에서 태어났는데 당시 나고르노카라바흐 전쟁으로 인해 아르메니아와 아제르바이잔의 관계는 악화되어 있던 상태였고 그로 인해 아제르바이잔인들은 자신의 나라에 살고 있는 아르메니아인을 상대로 폭동을 일으키는 지경까지 이르게 된다. 이로 인해 아르메니아인이었던 모브시샨과 그의 가족들은 아제르바이잔을 벗어날 수 밖에 없었고 결국 미국계 아르메니아인들이 많았던 미국 로스앤젤레스 지역으로 이주해 살게 된다. 이후 패서디나 고등학교에서 처음 축구 생활을 시작했고 미국 대학 리그 팀인 패서디나 시티 칼리지에서 처음 선수 생활을 시작했으며 그의 롤모델은 티에리 앙리였다고 한다.

## 클럽 경력
2006년 그는 MLS 구단인 스포팅 캔자스시티에 입단하며 본격적인 프로 선수 생활을 시작했다. 그리고 2006년 5월 13일 DC 유나이티드와의 경기에서 처음 데뷔전을 치러 첫 시즌에는 골을 만들지 못하지만 다음 시즌인 2007년 토론토 FC와의 경기에서 첫 골을 성공시켰다. 이후 레알 솔트레이크로 이적하며 뛰어난 경기력으로 2009년 팀의 첫 MLS컵 우승에 일조했다. 그렇게 3시즌 동안 53경기에 출전해 16골을 기록하면서 성공적인 선수 생활을 했던 그는 2010년 1월 1일 덴마크 수페르리가의 라네르스 FC로 이적한다. 그러나 라네르스에서 좋은 활약을 펼쳤음에도 불구하고 팀은 결국 강등을 피하지 못했다. 이후 2011년 FC 크라스노다르로 이적하며 러시아 프리미어리그에서의 첫 발을 내딛는다. 그는 PFC 스파르타크 날치크전에서의 첫 골을 시작으로 그리고 첫 시즌 14골을 터뜨렸고 그 다음 시즌인 2012-2013 시즌 그는 전반기에만 9골을 터뜨리며 활약을 이어갔다. 시즌 후반기에 접어들때 그는 러시아 명문 구단인 FC 스파르타크 모스크바로 이적하여 13골을 터뜨리면서 2012-2013 시즌 득점왕을 차지했다.

## 국가대표 경력
모브시샨은 원래 미국 축구 국가대표팀에 승선하기를 원했다. 하지만 2010년 8월 11일 이란을 상대로 아르메니아 축구 국가대표팀 데뷔전을 치렀다. 이후 현재까지 38경기에서 14골을 터뜨리고 있으며 특히 2018-19년 UEFA 네이션스리그 D에서 5골을 터뜨리면서 벨라루스의 스타니슬라우 드라훈과 함께 리그 D 최다 득점자에 이름을 올리면서 팀의 차기 시즌 리그 C 승격을 이끌었다.